# Carmen Estañ
Carmen Estañ Arróniz (Valencia; 15 de diciembre de 1984) es una periodista española.

## Trayectoria
Trabajó en Intereconomía desde marzo de 2009 hasta febrero de 2014. Fue presentadora del informativo nocturno de esa cadena desde septiembre de 2012 hasta septiembre de 2013. También, presentó la edición de mediodía entre octubre de 2013 y febrero de 2014. 
Desde junio de 2014 trabaja en Telemadrid. Sus inicios en la cadena autonómica fue como presentadora del espacio del tiempo (de junio a septiembre de 2014). Posteriormente, desde septiembre de 2014 hasta abril de 2016 fue redactora en el área de Nacional. 
En abril de 2016 con el nombramiento de Alipio Gutiérrez como director de los informativos de Telemadrid, se convirtió en abril de ese mismo año en presentadora de Telenoticias 2. Posteriormente, con el nombramiento de Jon Ariztimuño como director de Informativos en septiembre de 2017, deja de presentar el informativo y pasa al área de Tribunales, área en la que se mantendrá hasta septiembre de 2020. En septiembre de 2020 pasa al área de Local y se convierte en la corresponsal de los informativos de la cadena madrileña en el Ayuntamiento de Madrid. 
En el verano del 2018 fue la presentadora del Telenoticias Fin de Semana en sustitución de Silvia Intxaurrondo. Desde diciembre de 2018 es la presentadora sustituta del Telenoticias 1 y ocasionalmente de Telenoticias 2.
En septiembre de 2021 deja de ser corresponsal de Telemadrid en el Ayuntamiento de Madrid. El 11 de septiembre de 2021 se convierte en presentadora del Telenoticias Fin de Semana. Desde abril de 2022 también es editora del Telenoticias Fin de Semana.    
El 3 de septiembre de 2023 presenta y edita su último Telenoticias Fin de Semana, desde entonces pasa a ser la responsable de la información de la Presidencia de la Comunidad de Madrid en los informativos de Telemadrid.     